# Jack Hatfield
John Gatenby « Jack » Hatfield (né le 15 août 1893 et mort le 30 mars 1965) est un ancien nageur britannique.

## Jeux olympiques
- Jeux olympiques de 1912 à Stockholm 
  -  Médaille d'argent sur 400 m libre.
  -  Médaille d'argent sur 1 500 m libre.
  -  Médaille de bronze en relais 4 × 200m libre.